# Norvegia ai Giochi della XXXIII Olimpiade
La Norvegia ha partecipato ai Giochi della XXXIII Olimpiade, svoltisi a Parigi dal 26 luglio all'11 agosto 2024, con una delegazione di 112 atleti (incluse le riserve), 59 uomini e 53 donne, in 18 sport e 21 discipline.
I portabandiera alla cerimonia di apertura sono stati Christian Sørum e Katrine Lunde.

## Delegazione
| Sport             | Uomini | Donne | Totale |
| ----------------- | ------ | ----- | ------ |
| Atletica leggera  | 15     | 10    | 25     |
| Beach volley      | 2      | 0     | 2      |
| Canoa/kayak       | 0      | 4     | 4      |
| Canottaggio       | 8      | 2     | 10     |
| Ciclismo          | 3      | 3     | 6      |
| Equitazione       | 0      | 2     | 2      |
| Golf              | 2      | 2     | 4      |
| Lotta             | 0      | 1     | 1      |
| Nuoto             | 3      | 0     | 3      |
| Pallamano         | 17     | 17    | 34     |
| Pugilato          | 1      | 1     | 2      |
| Sollevamento pesi | 0      | 1     | 1      |
| Taekwondo         | 1      | 0     | 1      |
| Tennis            | 1      | 0     | 1      |
| Tiro              | 3      | 3     | 6      |
| Triathlon         | 2      | 2     | 4      |
| Tuffi             | 0      | 1     | 1      |
| Vela              | 1      | 4     | 5      |
| Totale            | 59     | 53    | 112    |